# Гергьо Заланкі
Гергьо Заланкі (угор. Гергьо Заланкі, 26 лютого 1995) — угорський ватерполіст.
Призер Олімпійських Ігор 2020 року, учасник 2016 року.
Призер Чемпіонату світу з водних видів спорту 2017 року.
Переможець літньої Універсіади 2015 року.